# Johannes Rizocopus
Johannes Rizocopus war ein oströmischer Patricius und Exarch von Ravenna ca. 710.
Nach dem Aufstand gegen den Exarchen Theophylactus spricht einiges dafür, dass in den ersten Jahren der zweiten Regierung Justinians II. (705–711) abermals kein Exarch in Italien war. Erst während Papst Konstantin I. zum Kaiser nach Konstantinopel reiste (Oktober 710), wurde er vom Exarchen Johannes Rizocopus in Neapel empfangen. Nach der Weiterreise des Papstes ging Johannes Rizocopus über Rom, wo er mehrere Würdenträger des Papstes hinrichten ließ, nach Ravenna. Hier starb er, wie der Liber Pontificalis berichtet, als Strafe für seine Untaten einen äußerst schimpflichen Tod. Ein gewisser Georgios hatte sich an die Spitze einer Rebellion gesetzt und Ravenna für unabhängig von Konstantinopel erklärt. Der Aufstand, dem sich auch andere Orte des Exarchats anschlossen, wurde vielleicht erst unter Kaiser Philippikos Bardanes niedergeschlagen.